# Winter-Universiade 1968/Ski Alpin
Bei der Winter-Universiade 1968 wurden acht Wettbewerbe im Ski Alpin ausgetragen.

## Bilanz

### Medaillenspiegel
| Platz  | Land               | Gold | Silber | Bronze | Gesamt |
| ------ | ------------------ | ---- | ------ | ------ | ------ |
| 1      | Vereinigte Staaten | 4    | 3      | 3      | 7      |
| 2      | Tschechoslowakei   | 2    | 1      | –      | 6      |
| 3      | Norwegen           | 1    | 1      | –      | 4      |
| 4      | Schweiz            | 1    | –      | –      | 3      |
| 5      | Österreich         | –    | 1      | 2      | 1      |
| 6      | BR Deutschland     | –    | 1      | 1      | 1      |
| 7      | Frankreich         | –    | 1      | –      | 1      |
| 8      | Italien            | –    | –      | 2      | 1      |
| Gesamt | Gesamt             | 8    | 8      | 8      | 24     |

### Medaillengewinner
Männer
| Disziplin    | Gold         | Silber           | Bronze       |
| ------------ | ------------ | ---------------- | ------------ |
| Slalom       | Milan Pažout | Per Sunde        | Bill Marolt  |
| Riesenslalom | Per Sunde    | Milan Pažout     | Franz Vogler |
| Abfahrt      | Scott Pyles  | Günther Scheuerl | Loris Werner |
| Kombination  | Milan Pažout | Bob Wollek       | Scott Pyles  |

Frauen
| Disziplin    | Gold          | Silber           | Bronze               |
| ------------ | ------------- | ---------------- | -------------------- |
| Slalom       | Kathy Nagel   | Vikki Jones      | Christl Ditfurth     |
| Riesenslalom | Kathy Nagel   | Vikki Jones      | Marisella Chevallard |
| Abfahrt      | Heidi Obrecht | Christl Ditfurth | Paola Strauß         |
| Kombination  | Kathy Nagel   | Vikki Jones      | Christl Ditfurth     |